# Jabez G. Sutherland
Jabez Gridley Sutherland (* 6. Oktober 1825 in Van Buren, Onondaga County, New York; † 20. November 1902 in Berkeley, Kalifornien) war ein US-amerikanischer Rechtsanwalt, Richter und Politiker aus Michigan.

## Werdegang
Sutherland beendete sein Vorbereitungsstudium, studierte Jura und bekam 1848 seine Zulassung als Anwalt. Anschließend begann er in Saginaw, Michigan, zu praktizieren und war von 1848 bis 1849 Staatsanwalt im Saginaw County. Dann war er 1850 und 1867 ein Delegierter bei den staatlichen verfassunggebenden Versammlungen sowie 1853 Abgeordneter im Repräsentantenhaus von Michigan. Sutherland bekleidete von 1863 bis zu seinem Rücktritt 1871, als er für den US-Kongress kandidierte, das Amt des Richters im 10. Gerichtsbezirk von Michigan. Er wurde als Demokrat in den 42. US-Kongress gewählt, wo er den 6. Kongresswahlbezirk von Michigan vertrat. Er gehörte dem US-Repräsentantenhaus vom 4. März 1871 bis zum 3. März 1873 an; 1872 trat er nicht zur Wiederwahl an.
Sutherland zog 1873 nach Salt Lake City, wo er seine Tätigkeit als Anwalt wieder aufnahm. Er war 1889 ein Mitglied der Fakultät der späteren University of Utah sowie in den Jahren 1894 und 1895 Präsident der territorialen Anwaltskammer. Dann zog er 1897 nach Kalifornien, wo er in Berkeley starb. Er wurde auf dem Mount Olivet Cemetery in Salt Lake City beigesetzt.